# Parque Florestal do Fontelo
O Parque Florestal do Fontelo é uma mata secular, primeiro como jardins do antigo paço episcopal agora como parque florestal e como centro desportivo municipal.
É composto por:
- Mata
- Pavilhão Gimnodesportivo
- Piscina exterior e interior
- Pavilhão de Judo
  - 1 campo de futebol de 5 e hóquei em patins,betão
  - 2 campos de futebol de 7, relva artificial
  - 2 campos de futebol de 11, sendo 1 para treinos (relva artifical e natural)
- 1 Estádio de Futebol, relva natural ( cerca de 14000 lugares sentados)e pista de atletismo sintética
- Court de ténis
- Circuito de manutenção
- Campo de Vólei de Praia
- Campo de Futebol de Praia

Está previsto numa segunda fase construir um campo de golfe de nove buracos e um parque radical.
A mata está pensada em ser classificada como jardim botânico dada a grande diversidade de espécies arbóreas e arbustivas.

## Outros
- Estádio do Fontelo